# Campiglia dei Foci
Campiglia dei Foci è una frazione del comune italiano di Colle di Val d'Elsa, nella provincia di Siena, in Toscana.
Si trova dopo la frazione de Le Grazie, sulla strada che da Colle di Val d'Elsa conduce a Volterra.

## Storia
Nel territorio di Campiglia è stata rinvenuta una tomba etrusca di epoca arcaica, la cosiddetta Tomba Pierini, il cui corredo si trova nel Museo archeologico Ranuccio Bianchi Bandinelli di Colle di Val d'Elsa.
Il borgo era ubicata sul percorso della Via Francigena. Campiglia è nominato in un atto di consegna del Comune di Siena del 9 giugno 1433 al capitano del popolo di Volterra.
Nel 1833 sono censiti a Campiglia 243 abitanti. La frazione ha conosciuto tra la fine del XX e gli inizi del XXI secolo un discreto sviluppo demografico ed abitativo.

## Monumenti e luoghi d'interesse
Nella piccola piazzetta sorge la chiesa di San Bartolomeo, risalente al XIII secolo e con alcuni interessanti affreschi. Della struttura romanica originaria resta solo il lato sinistro.
Poco distante, in direzione Volterra, sorge Mugnano; il castello ivi esistente era esistente già nel 997, in seguito viene ricordata la villa in un documento del 1227, quando in un patto tra San Gimignano e Colle veniva riconosciuta la giurisdizione di Colle.